# Neues deutsches Design
Das Neue deutsche Design ist eine als Gegenströmung zum retromodernen Post-Funktionalismus in den 1980er-Jahren in Deutschland entstandene pluralistische Kunst- und Designbewegung.

## Geschichte
Als Folge der kritischen Auseinandersetzung mit dem in Deutschland vorherrschenden Diktum der „Guten Form“, durch mangelnde Bereitschaft vieler Hersteller, einer neuen Generation von Designern Aufträge zu erteilen und dem Bewusstsein, eigene Konzepte und Entwürfe am besten selbst umsetzen zu können, kehrten sich Anfang der 1980er-Jahre diverse Künstler und Designer von den damals vorherrschenden Regeln des Industriedesign ab. Der Begriff wurde von der Künstler-/Designergruppe Kunstflug und dem Autor, Designkritiker und -theoretiker Christian Borngräber († 1992) geprägt.
Die unter dem Begriff des neuen deutschen Designs zusammengefassten Strömungen stellten nicht nur ein konstruktiv kritisches Weiterdenken des von Joe Colombo in den späten 1960er Jahren in Italien geprägten und in den späten 1970er Jahren durch Ettore Sottsass wieder aufgegriffenen Anti-Design-Begriffs, sowie des ebenfalls in Italien bereits in den 1950er Jahren durch die Brüder Pier Giacomo und Achille Castiglioni im Möbeldesign salonfähig gemachte Ready-made-Designs dar. Neu hinzu kamen in Deutschland gegen- und subkulturelle Einflüsse aus Philosophie und Architektur (Dekonstruktion und Dekonstruktivismus, Bricolage), Musik (Punk, Neue Deutsche Welle), Medien- und Konzeptkunst (Geniale Dilletanten, Neoisten), Gesellschaftskritik, sowie aus alternativer Produktpolitik und Wohnkultur (Do it yourself, Konsumkritik, Hausbesetzerszene).
Es entstanden Künstler-, Kunsthandwerker- und Designergruppen wie Bellefast, Berlinetta, Cocktail, Ginbande, Gruppe Kunstflug, Möbel Perdu oder Pentagon, die durch Experimente und Kombinationen ungewöhnlicher Materialien (rohes Eisen, blanker Stahl, Stein, Beton, Gummi, Plüsch oder Glas) und Formen auffielen. Die oft als Unikate, Multiples oder Kleinserien geschaffenen Entwürfe hatten zum größten Teil kommerziell nur bedingt Erfolg; die Ästhetik dieser Objekte war eine „Ästhetik der Collage und Brüche“. Das Spektrum der Arbeiten reichte dabei von Verwirrung stiftenden Readymade-Objekten (Ein-Mann-Künstler„gruppe“ Stiletto Studio,s), ironischem Prunk, Neobarock und Kitsch (Claudia Schneider-Esleben) bis hin zu kunsthandwerklichen Arbeiten (Cocktail).
Zu den symbolhaft-plakativen Anti-Ikonen unter den im bewussten Gegensatz zu ihrer bewussten materiellen Brutalität schwungvoll bis elegant ausgeführten Gegenentwürfen zu den „Ikonen“ des italienischen Anti-Designs werden im neuen deutschen Design der Beton- und Armierungsstahl-Freischwinger „Solid“ von Heinz Landes, das „verspannte Regal“ von Wolfgang Laubersheimer (Gruppe Pentagon), der Spitzhacken-Tisch „Kumpel II“ von Axel Stumpf (†), sowie die aus einem verirrten Einkaufswagen hergestellte Freischwinger- bzw. Wire Chair-Designpersiflage „Consumer’s Rest“ Lounge Chair (1983) von Stiletto gezählt. Höhepunkt und zugleich Wendepunkt des neuen deutschen Designs war 1986 die Düsseldorfer Ausstellung „Gefühlscollagen – Wohnen von Sinnen“. 250 Objekte von 120 etablierten Künstlern, Architekten, Kunsthandwerkern und Designern wie auch interdisziplinären Quereinsteigern, Musikern, praktizierenden Theoretikern und Newcomern bildeten ein Panoptikum der neu entstandenen Bewegung in Deutschland wie auch auf internationaler Ebene (Studio Alchimia, Memphis Group, Gruppe BRAND).
Ende der 80er-Jahre hatte das neue deutsche Design an Wildheit, Experimentierfreudigkeit und Provokation eingebüßt. Auch wenn sie Grundideen und Konzepten des neuen deutschen Designs nicht mehr folgt, prägt diese Generation die deutsche Designentwicklung bis heute. Viele Protagonisten des neuen deutschen Designs wurden im Zuge des Generationswechsels und der Neugründung von Designstudiengängen in den Neuen Bundesländern zu Professoren an Kunsthochschulen, darunter Heiko Bartels († 2014), Hardy Fischer und Harald Hullmann (Kunstflug), Andreas Brandolini (Bellefast), Uwe Fischer und Achim Heine (Ginbande), Wolfgang Laubersheimer und Ralph Sommer (Pentagon), Inge Sommer (Berlinetta), Axel Kufus, Hermann Waldenburg und Volker Albus.

## Ausstellungen (Auswahl)
- Kunstflug – Neues Deutsches Design, Treppengalerie, Krefeld, 1983, Katalog
- Gefühlscollagen – Wohnen von Sinnen, Kunstmuseum Düsseldorf, Bonnefantenmuseum, Maastricht, u. a., 1986, Ausstellungskatalog: DuMont Verlag, Köln 1986, ISBN 3-7701-1928-2
- Möbel als Kunstobjekt, Künstlerwerkstatt Lothringerstrasse, München, 1987, Ausstellungskatalog: Kulturreferat der Landeshauptstadt München (Hrsg.), Verlag Dr. C. Wolf und Sohn, München, 1987, ISBN 978-3-922979-29-6
- Les avant-gardes du mobilier: Berlin, Centre Georges Pompidou, Galerie Neotu, Paris, 1988, Katalogpublikation des Internationalen Design Zentrums, Berlin[12]
- Rude ma sincero – nuovo design tedesco, Goethe-Institut, Mailand, Museum voor Sierkunst, Gent, Villa Stuck, München, 1991, Ausstellungskatalog (it, dt, en): Idea Books, Mailand 1991, ISBN 978-88-7017-083-2
- Das Borngräber-Zimmer – Neues Deutsches Design, (Ausstellungskatalogbroschüre im Eigenverlag des Museums Kunstpalast, 2009), Museum Kunstpalast, Düsseldorf 2009,  Museum für Kunst und Gewerbe Hamburg, 2016
- Schrill Bizarr Brachial. Das Neue Deutsche Design der 80er Jahre, Bröhan-Museum, Landesmuseum für Jugendstil, Art Deco und Funktionalismus, Berlin, 2014/15, Ausstellungskatalog: Wienand Verlag, Köln 2014, ISBN 978-3-86832-244-6 (Rezension)

## Medienpräsenz (Auswahl)
- Aufbruch zum Durchbruch – Eine Schau zum Neuen Deutschen Design, 70 Min., Produktion: WDR, Köln, 1985, Regie: Bob Rooyens, Konzept und Moderation: Christian Borngräber; ausgestrahlt am 4. Februar 1986, 23:00 Uhr, im Ersten Programm der ARD[13][14][15]